# Piet Kooiman (voetballer)
Piet Kooiman (Roggel, 24 augustus 1948) is een voormalig Nederlands voetballer die tijdens zijn profloopbaan voor FC VVV uitkwam.

## Loopbaan
Als rappe rechtsbuiten van SV Roggel kwam Kooiman in beeld bij FC VVV en in 1968 maakte hij de overstap van de vierdeklasser naar het betaald voetbal. Op 18 augustus 1968 debuteerde hij namens FC VVV in een thuiswedstrijd tegen De Graafschap (1-3). Na drie seizoenen bij de Venlose tweededivisionist sloot hij in 1971 aan bij Eindhoven waar zijn oudere broer Govert Kooiman al een aantal jaren aanvoerder was. In Eindhoven speelde Piet Kooiman een seizoen bij het reserve-elftal. In 1972 keerde hij terug naar de amateurs. Daar speelde Kooiman nog drie jaar bij SV Panningen alvorens hij bij SV Roggel op het oude nest terugkeerde. Later was hij nog als trainer werkzaam bij enkele regionale amateurclubs, waaronder SV Roggel, RKVV Baarlo en RKSVN.

## Profstatistieken
| Seizoen         | Club            | Competitie      | Competitie | Competitie | Beker | Beker | Overige | Overige | Totaal | Totaal |
| Seizoen         | Club            | Competitie      | Wed.       | Dlp.       | Wed.  | Dlp.  | Wed.    | Dlp.    | Wed.   | Dlp.   |
| --------------- | --------------- | --------------- | ---------- | ---------- | ----- | ----- | ------- | ------- | ------ | ------ |
| 1968/69         | FC VVV          | Tweede divisie  | 11         | 0          | 0     | 0     | —       | —       | 11     | 0      |
| 1969/70         | FC VVV          | Tweede divisie  | 26         | 3          | 1     | 0     | —       | —       | 27     | 3      |
| 1970/71         | FC VVV          | Tweede divisie  | 4          | 0          | 0     | 0     | —       | —       | 4      | 0      |
| Carrière totaal | Carrière totaal | Carrière totaal | 41         | 3          | 1     | 0     | 0       | 0       | 42     | 3      |